# Francesco Savino
Francesco Savino (Bitonto, província de Bari, Itália, 13 de novembro de 1954) é um clérigo italiano e bispo católico romano de Cassano all'Jonio.
Francesco Savino recebeu o Sacramento da Ordem em 24 de agosto de 1978 para a Arquidiocese de Bari-Bitonto.
Em 28 de fevereiro de 2015, o Papa Francisco o nomeou Bispo de Cassano all'Jonio. O Arcebispo de Bari-Bitonto, Francesco Cacucci, concedeu-lhe a consagração episcopal em 2 de maio do mesmo ano. Os co-consagradores foram seu predecessor Nunzio Galantino e o ex-bispo de Prato, Gastone Simoni. A posse na diocese de Cassano all'Jonio ocorreu em 31 de maio de 2015.